# Scleropactes granulatus
Scleropactes granulatus là một loài chân đều trong họ Scleropactidae. Loài này được Richardson miêu tả khoa học năm 1901.